# Vastag Ferenc
Vastag Ferenc (Resicabánya, 1968. november 26. –) háromszoros világbajnok romániai magyar amatőr ökölvívó. Nemzetközileg Francisc Vaștag román néven ismert.

## Eredményei
- 1986-ban junior Európa-bajnok kisváltósúlyban.
- 1987-ben junior világbajnok váltósúlyban.
- 1989-ben világbajnok váltósúlyban.
- 1991-ben bronzérmes a világbajnokságon váltósúlyban.
- 1993-ban világbajnok nagyváltósúlyban.
- 1993-ban Európa-bajnok nagyváltósúlyban.
- 1995-ben világbajnok nagyváltósúlyban.
- 1996-ban Európa-bajnok nagyváltósúlyban.